# Cova del coll Verdaguer
La cova del Coll Verdaguer és una cavitat d'origen càrstic que es troba al terme municipal de Cervelló (Baix Llobregat), tot i que es troba més propera al municipi de Vallirana. Les excavacions arqueològiques han estat coordinades per un equip multidisciplinar de la Universitat de Barcelona encapçalades per Montserrat Sanz i Joan Daura Luján

## Troballes
La cavitat ha estat un important jaciment arqueològic utilitzat en el Plistocè pels neandertals i carnívors, entre els quals destaquen els linxs i les guineus. El principal agent acumulador va ser la hiena. Son també significatives les restes de micromamifers. Els neandertals van deixar evidència del seu poblament en forma d'indústria lítica, i es tractaria de llocs freqüentats pels mateixos grups que la Cova del Rinoceront i Cova del Gegant.